# كأس الخليج العربي تحت 17 سنة
كأس الخليج تحت 17 سنة لكرة القدم أو كأس الخليج للناشئين هي منافسة كرة قدم دولية ينظمها مجلس التعاون لدول الخليج العربية، وكانت أول نسخة من البطولة في سنة 2001.

## السجل
نقلت نسخة 2014 من قطر إلى البحرين، وفي وقت لاحق ألغيت البطولة.
| النسخة      | المستضيف                                                                     |                                                                              | النهائي                                                                      | النهائي                                                                      | النهائي                                                                      |                                                                              | مباراة المركز الثالث                                                         | مباراة المركز الثالث                                                         | مباراة المركز الثالث                                                         |
| النسخة      | المستضيف                                                                     | البطل                                                                        | النتيجة                                                                      | الوصيف                                                                       | المركز الثالث                                                                | النتيجة                                                                      | المركز الرابع                                                                |                                                                              |                                                                              |
| ----------- | ---------------------------------------------------------------------------- | ---------------------------------------------------------------------------- | ---------------------------------------------------------------------------- | ---------------------------------------------------------------------------- | ---------------------------------------------------------------------------- | ---------------------------------------------------------------------------- | ---------------------------------------------------------------------------- | ---------------------------------------------------------------------------- | ---------------------------------------------------------------------------- |
| 2001 تفاصيل | البحرين                                                                      | · عمان                                                                       | د/ر                                                                          | · السعودية                                                                   | غير معروف                                                                    | غير معروف                                                                    | غير معروف                                                                    |                                                                              |                                                                              |
| 2002 تفاصيل | السعودية                                                                     | · السعودية                                                                   | د/ر                                                                          | · البحرين                                                                    | · قطر                                                                        | د/ر                                                                          | · الكويت                                                                     |                                                                              |                                                                              |
| 2003 تفاصيل | قطر                                                                          | · السعودية                                                                   | د/ر                                                                          | · قطر                                                                        | · الإمارات العربية المتحدة                                                   | د/ر                                                                          | · عمان                                                                       |                                                                              |                                                                              |
| 2006 تفاصيل | السعودية                                                                     | · الإمارات العربية المتحدة                                                   | د/ر                                                                          | · السعودية                                                                   | · عمان                                                                       | د/ر                                                                          | · الكويت                                                                     |                                                                              |                                                                              |
| 2008 تفاصيل | السعودية                                                                     | · السعودية                                                                   | د/ر                                                                          | · الإمارات العربية المتحدة                                                   | · عمان                                                                       | د/ر                                                                          | · البحرين                                                                    |                                                                              |                                                                              |
| 2009 تفاصيل | الإمارات العربية المتحدة                                                     | · الإمارات العربية المتحدة                                                   | 1 – 1 (4 – 2 ر.ت.)                                                           | · السعودية                                                                   | · عمان                                                                       | 2 – 2 (4 – 3 ر.ت.)                                                           | · البحرين                                                                    |                                                                              |                                                                              |
| 2010 تفاصيل | الكويت                                                                       | · الإمارات العربية المتحدة                                                   | 2 – 1                                                                        | · السعودية                                                                   | · قطر                                                                        | 1 – 1 (5 – 3 ر.ت.)                                                           | · عمان                                                                       |                                                                              |                                                                              |
| 2011 تفاصيل | قطر                                                                          | · السعودية                                                                   | 2 – 2 (4 – 3 ر.ت.)                                                           | · قطر                                                                        | · الإمارات العربية المتحدة                                                   | 1 – 1 (4 – 2 ر.ت.)                                                           | · عمان                                                                       |                                                                              |                                                                              |
| 2012 تفاصيل | الكويت                                                                       | · السعودية                                                                   | 1 – 0                                                                        | · قطر                                                                        | · الإمارات العربية المتحدة                                                   | 1 – 0                                                                        | · الكويت                                                                     |                                                                              |                                                                              |
| 2013 تفاصيل | قطر                                                                          | · الإمارات العربية المتحدة                                                   | 2 – 2 (3 – 0 ر.ت.)                                                           | · عمان                                                                       | · البحرين                                                                    | 2 – 0                                                                        | · قطر                                                                        |                                                                              |                                                                              |
| 2014        | كانت ستقام في قطر، ثم نقلت البطولة لتقام في البحرين، وألغيت البطولة بعد ذلك. | كانت ستقام في قطر، ثم نقلت البطولة لتقام في البحرين، وألغيت البطولة بعد ذلك. | كانت ستقام في قطر، ثم نقلت البطولة لتقام في البحرين، وألغيت البطولة بعد ذلك. | كانت ستقام في قطر، ثم نقلت البطولة لتقام في البحرين، وألغيت البطولة بعد ذلك. | كانت ستقام في قطر، ثم نقلت البطولة لتقام في البحرين، وألغيت البطولة بعد ذلك. | كانت ستقام في قطر، ثم نقلت البطولة لتقام في البحرين، وألغيت البطولة بعد ذلك. | كانت ستقام في قطر، ثم نقلت البطولة لتقام في البحرين، وألغيت البطولة بعد ذلك. | كانت ستقام في قطر، ثم نقلت البطولة لتقام في البحرين، وألغيت البطولة بعد ذلك. | كانت ستقام في قطر، ثم نقلت البطولة لتقام في البحرين، وألغيت البطولة بعد ذلك. |
| 2015 تفاصيل | قطر                                                                          |                                                                              | · عمان                                                                       | 0 – 0 (5 – 3 ر.ت.)                                                           | · السعودية                                                                   |                                                                              | · قطر                                                                        | 1 – 1 (4 – 2 ر.ت.)                                                           | · الكويت                                                                     |
| 2016 تفاصيل | قطر                                                                          | · السعودية                                                                   | د/ر                                                                          | · عمان                                                                       | غير معروف                                                                    | غير معروف                                                                    | غير معروف                                                                    |                                                                              |                                                                              |

## الأداء حسب البلد
| الفريق                   | 2001   | 2002   | 2003   | 2006   | 2008   | 2009   | 2010   | 2011   | 2012   | 2013   | 2015   | 2016   |
| ------------------------ | ------ | ------ | ------ | ------ | ------ | ------ | ------ | ------ | ------ | ------ | ------ | ------ |
| البحرين                  | —      | الثاني | السادس | الخامس | الرابع | الرابع | م.م    | م.م    | م.م    | الثالث | م.م    | —      |
| الكويت                   | —      | الرابع | الخامس | الرابع |        | م.م    | م.م    | م.م    | الرابع | م.م    | الرابع | —      |
| عمان                     | البطل  | الخامس | الرابع | الثالث | الثالث | الثالث | الرابع | الرابع | م.م    | الثاني | البطل  | الثاني |
| قطر                      | —      | الثالث | الثاني | السادس |        | م.م    | الثالث | الثاني | الثاني | الرابع | الثالث | —      |
| السعودية                 | الثاني | البطل  | البطل  | الثاني | البطل  | الثاني | الثاني | البطل  | البطل  | م.م    | الثاني | البطل  |
| الإمارات العربية المتحدة |        |        | الثالث | البطل  | الثاني | البطل  | البطل  | الثالث | الثالث | البطل  | م.م    | —      |
| المجموع                  | غ/م    | 5      | 6      | 6      | 4      | 6      | 6      | 6      | 6      | 6      | 6      | غ/م    |

## وصلات خارجية
- UAFA Official Website
- كأس الخليج العربي تحت 17 سنة على كووورة.